# Naná (pel·lícula de 1985)
Naná és una pel·lícula mexicana de drama, musical i eròtica dirigida per Rafael Baledón. Va ser estrenada en 1985, protagonitzada per Irma Serrano, Isela Vega i Verónica Castro.

## Argument
Al París del segle passat, una prostituta causa gran renou presentant-se en una obra teatral. Banquers i prínceps l'ofereixen les seves riqueses, però ella només busca l'amor.
El nom d'aquesta prostituta és Teresa, però tots la coneixen com Naná (Irma Serrano). Naná igual que la seva amiga Satin (Verónica Castro) treballen com a prostitutes. Primer als carrers de París, i després a través d'una madame en un petit quart.
Naná va ser abusada sexualment pel seu padrastre i tirada de la seva casa per la seva mare. Fruit d'aquesta violació va donar a llum a un fill. Naná es prostitueix per a tirar endavant al seu fill, a qui manté allunyat d'ella, a cura de la seva tia. Naná treballa ocasionalment en un teatre, que en realitat és un bordell clandestí. Una nit, Naná es presenta en el teatre com "La Venus de Foc", i causa sensació en mostrar el seu cos nu. Immediatament els homes més poderosos acudeixen a ella oferint-li joies i luxes pels seus favors. Naná accepta les atencions d'un banquer, qui li obsequia una casa al camp francès. Allí Naná sosté un affaire amb un jove aristòcrata a qui anomena Coquito (Jaime Garza). Aquesta mateixa nit ella és pressionada pel banquer per a complir els seus favors sexuals, mentre que l'amo del teatre-bordell on treballava l'obliga a tornar a complir amb un contracte. Naná els repudia i cerca el consol en el Comte Muffat (Manuel Ojeda), un distingit i respectable aristòcrata dedicat a la caritat. No obstant això, Muffat confessa que ell també ha sucumbit als seus encants i la desitja. Decebuda, Naná decideix abandonar la seva vida de cortesana i torna a treballar als carrers. No obstant això, una nit en què és perseguida per la policia, Naná és rescatada per la cortesana Satin (Isela Vega). Després de passar la nit juntes, Satin la convenç de tornar a la seva vida de cortesana. Naná accepta llavors convertir-se en amant del Comte Muffat i torna al teatre a presentar els seus espectacles nudistes. Amb suport de Muffat, Naná intenta convertir-se en una actriu seriosa, arrabassant-li els personatges a l'actriu i cortesana Rosa Mignon, però és ridiculitzada, perquè li diuen que només serveix per a mostrar el seu cos. La decepció provoca que Naná caigui en la més baixa degradació. La seva casa es converteix en el centre del vici de París, on la gent acudeix a emborratxar-se, es realitzen orgies i tota classe de desenfrenaments sexuals.
Una nit, el Comte Muffat, que ha quedat arruïnat pels desenfrenaments de Naná, decideix enfrontar-la enmig d'una festa organitzada per ella, on se celebren els triomfs d'una egua (anomenada Naná en el seu honor) en un concurs hípic. En la confrontació, Naná li revela al Comte els adulteris de la seva esposa. El Comte decideix abandonar-la. Aquesta mateixa nit, el seu jove amant Coquito, es lleva la vida davant d'ella en descobrir que Naná mantenia relacions amb el seu germà, un militar.
Després d'aquesta nit, Naná decideix retirar-se de la vida de cortesana. La seva amiga Satin mor víctima de tuberculosi. Es revela que Naná visita al seu fill, a qui veu morir de verola. Naná torna dos anys després a París, contagiada per la verola i en l'absoluta misèria. Naná mor als carrers de París. El seu cos es confon amb el d'uns indigents, mentre un carnestoltes recorre els carrers de París, al mateix temps que l'exèrcit prussià envaeix la ciutat.

## Repartiment
- Irma Serrano... Naná
- Isela Vega... Satin
- Gregorio Casals ...
- Verónica Castro... Satán
- Roberto Cobo... Francisco
- Jaime Garza... Coquito
- Manuel Ojeda... Conde Muffat
- Carmen Molina

## Comentaris
Basada en l'obra d'Émile Zola, Naná exposa de manera exemplar els principis de la novel·la naturalista. El seu protagonista és una bella jove d'origen humil que pretén, a través de l'alta prostitució, accedir a una posició acomodada. En la seva empresa portarà a la societat parisenca el món de declivi moral al qual pertany, per herència i per influència del mitjà: Naná simbolitza la degradació del Segon Imperi.
La pel·lícula en realitat és una adaptació d'una polèmica obra de teatre de la dècada dels 1970, produïda i protagonitzada per Irma Serrano La Tigresa, en el seu propi escenari, el Teatro Fru Fru de la Ciutat de Mèxic. L'obra de teatre va causar controvèrsia a Mèxic pels seus polèmics nus i escenes lèsbiques. La pel·lícula reprodueix l'obra de teatre original, i inclou diversos números musicals interpretats per La Tigresa.